# Municipio de Rulien
El municipio de Rulien (en inglés: Rulien Township) es un municipio ubicado en el condado de Lake of the Woods en el estado estadounidense de Minnesota. En el año 2010 tenía una población de 0 habitantes y una densidad poblacional de 0 personas por km².

## Geografía
El municipio de Rulien se encuentra ubicado en las coordenadas 48°35′18″N 94°43′41″O / 48.58833, -94.72806. Según la Oficina del Censo de los Estados Unidos, el municipio tiene una superficie total de 94.44 km², de la cual 94.31 km² corresponden a tierra firme y (0.15%) 0.14 km² es agua.

## Demografía
Según el censo de 2010, había 0 personas residiendo en el municipio de Rulien. La densidad de población era de 0 hab./km². De los 0 habitantes, el municipio de Rulien estaba compuesto por el División entre cero% blancos, el División entre cero% eran afroamericanos, el División entre cero% eran amerindios, el División entre cero% eran asiáticos, el División entre cero% eran isleños del Pacífico, el División entre cero% eran de otras razas y el División entre cero% pertenecían a dos o más razas. Del total de la población el División entre cero% eran hispanos o latinos de cualquier raza.